# Jeanne la folle (film, 1910)
 (juillet 2025).
Pour plus de détails, voir Fiche technique et Distribution.
Jeanne la folle (titre original : Giovanna la pazza) est un film italien réalisé par Mario Caserini en 1910.
Ce film muet en noir et blanc s'inspire de la reine Jeanne Ire de Castille dite Jeanne « la Folle ».

## Fiche technique
- Titre original : Giovanna la pazza
- Réalisation : Mario Caserini
- Société de production : Società Italiana Cines
- Pays d'origine :  Royaume d'Italie
- Langue : italien
- Format : Noir et blanc – 1,33:1 – 35 mm – Muet
- Genre : Film dramatique, Film historique
- Longueur de pellicule : 438 m
- Durée : 15 minutes
- Année : 1910
- Dates de sortie :
  -  Royaume-Uni : 27 avril 1910
  -  France : mai 1910
  -  Royaume d'Italie : mai 1910
- Autres titres connus :
  -  Royaume-Uni : Johanna, the Mad Queen

## Distribution
- Maria Gasperini : Jeanne la folle
- Maria Righelli